# Madhuca engkikiana
Madhuca engkikiana är en tvåhjärtbladig växtart som beskrevs av Yii och P.Chai. Madhuca engkikiana ingår i släktet Madhuca och familjen Sapotaceae. Inga underarter finns listade i Catalogue of Life.